# 林秋仙
林秋仙（Lim Chiew Sien，1994年5月14日—），馬來西亞女子羽毛球運動員。

## 簡歷
2014年9月，林秋仙代表馬來西亞參加南韓仁川舉行的亞運會羽毛球比賽。2016年林秋仙改打双打，期望可以取得更好的成绩。

## 主要比賽成績
只列出曾進入準決賽的國際賽事成績：
| 年份   | 賽事                     | 公開賽級別 | 項目     | 拍檔   | 成績   |
| ------ | ------------------------ | ---------- | -------- | ------ | ------ |
| 2011年 | 世界青年羽毛球錦標賽     | 其他       | 混合團體 | －     | 冠軍   |
| 2015年 | 波蘭羽毛球國際賽         | 國際系列賽 | 女子單打 | －     | 亞軍   |
| 2016年 | 印尼羽毛球國際系列賽     | 國際系列賽 | 女子單打 | －     | 準決賽 |
| 2016年 | 荷蘭羽毛球大獎賽         | 大獎賽     | 女子雙打 | 吳玥青 | 準決賽 |
| 2016年 | 印度羽毛球國際系列賽     | 國際系列賽 | 女子雙打 | 吳玥青 | 冠軍   |
| 2017年 | 馬來西亞羽毛球國際挑戰賽 | 國際挑戰賽 | 女子雙打 | 葉真   | 準決賽 |
| 2017年 | 印度羽毛球國際系列賽     | 國際系列賽 | 女子雙打 | 張美馨 | 準決賽 |
| 2018年 | 印尼羽毛球國際系列賽     | 國際系列賽 | 女子雙打 | 陳雪柔 | 亞軍   |
| 2018年 | 馬來西亞羽毛球國際挑戰賽 | 國際挑戰賽 | 女子雙打 | 陳雪柔 | 亞軍   |
| 2018年 | 俄羅斯羽毛球公開賽       | 超級100賽  | 女子雙打 | 陳雪柔 | 準決賽 |
| 2019年 | 越南羽毛球國際挑戰賽     | 國際挑戰賽 | 女子雙打 | 陈康乐 | 準決賽 |
| 2019年 | 馬來西亞羽毛球國際系列賽 | 國際系列賽 | 女子雙打 | 張清玉 | 準決賽 |
| 2022年 | 瑞士羽毛球公開賽         | 超級300賽  | 女子雙打 | 許嘉雯 | 準決賽 |
| 2024年 | 哈薩克羽毛球國際挑戰賽   | 國際挑戰賽 | 混合雙打 | 黄天启 | 冠軍   |
| 2024年 | 澳洲羽毛球公開賽         | 超級500賽  | 女子雙打 | 賴沛君 | 亞軍   |
| 2024年 | 吉隆坡羽毛球大師賽       | 超級100賽  | 混合雙打 | 黃天啟 | 準決賽 |

| 2007-2017年 | 首要超級賽 | 超級賽 | 黃金大獎賽 | 大獎賽 | 國際挑戰賽 | 國際系列賽 | 未來系列賽 | 其他 |

| 2018-2026年 | 總決賽 | 超級1000賽 | 超級750賽 | 超級500賽 | 超級300賽 | 超級100賽 | 國際挑戰賽 | 國際系列賽 | 未來系列賽 | 其他 |

### 奧運會和世錦賽參賽紀錄
|          | 搭檔   | 2022 | 2023 |
| -------- | ------ | ---- | ---- |
| 女子雙打 | 許嘉雯 | 16強 | 32強 |